# Ludvig Bergh
Ludvig Bergh (Christiania, 9 de enero de 1865 – Bergen, 22 de octubre de 1924) fue un actor de teatro, cantante y director de teatro noruego.

## Biografía
Haakon Ludvig Bergh nació como el tercer hijo en la familia del abogado Johannes Bergh y Christine Fredrikke Borchgrevink. Se casó en 1891 con Milly Bergh, de quien se divorció en 1910. Al año siguiente se casó con Dagny Durban-Hansen y se divorció en 1918. Su tercera esposa fue Inga Georgine Lagrange.

## Carrera
Como noruego, Ludvig Bergh hizo su debut en 1890 en Copenhague. Posteriormente estuvo vinculado al Teatro Carl Johan en Oslo. Desde 1894 hasta 1908 interpretó varios papeles en el Christiania Theater, participó en la gira de clausura de ese teatro y se trasladó con la compañía al Teatro nacional de Oslo. Actuó tanto en comedias, operetas como en dramas/tragedias. Sus papeles más conocidos fueron en "Die Fledermaus" y "Una casa de muñecas". En 1908 obtuvo un puesto fijo como actor en el Den Nationale Scene en Bergen. Desde 1909 hasta su muerte fue director de escena allí.

## Obras
Cronología de las actuaciones y direcciones realizadas por el actor y director en diversas producciones teatrales desde 1899 hasta 1907.
1907
- 1 de septiembre de 1907: Geografi og Kjærlighed - Actor: Henning
- 8 de mayo de 1907: Sjømandsbruden - Actor: Axel, Wedelstrøms sønn

1906
- 9 de diciembre de 1906: Hexerie eller Blind Allarm - Actor: Vagtens Anfører
- 14 de noviembre de 1906: Det blaa Værelse - Director
- 20 de septiembre de 1906: Det ny System - Actor: Frederik Ravn
- 15 de junio de 1906: Den trehundrede og fem og sextiende dag - Actor: Hugo Bendler, Millis mand
- 15 de junio de 1906: Den trehundrede og fem og sextiende dag - Director
- 7 de junio de 1906: Sigurd Jorsalfar - Actor: Skalden Haldor
- 14 de mayo de 1906: Bajadser - Actor: Silvio
- 16 de febrero de 1906: Væverne - Actor: En reisende

1905
- 18 de octubre de 1905: Kjærlighed og Venskab - Actor: Harald Jespersen
- 1 de octubre de 1905: Christian Fredrik, Norges Konge - Actor: Generalmajor V. Steigentesch
- 12 de junio de 1905: En stram Svigerfar - Actor: Beauvallon
- 11 de mayo de 1905: Storhertuginden af Geroldstein - Actor: Fritz, soldat
- 26 de abril de 1905: Faust - Actor: Valentin
- 2 de abril de 1905: Onkel Nabob - Actor: Redaktør Jespersen
- 16 de marzo de 1905: Opstandelse - Actor: En officer
- 27 de enero de 1905: Tappenstreg - Actor: Ritmester Grev Lehdenburg

1904
- 26 de diciembre de 1904: Byens Stolthet - Actor: Hans Fjordby
- 24 de agosto de 1904: Jomfruen af Belleville - Actor: Godibert
- 18 de agosto de 1904: Sigurd Jorsalfar - Actor: Skalden Haldor
- 15 de mayo de 1904: Eventyr paa Fodreisen - Actor: Vermund
- 14 de abril de 1904: Heksen - Actor: Don Velasco, adelsmand
- 17 de febrero de 1904: I Lovens Navn - Actor: Duvigneul, journalist
- 19 de enero de 1904: En Fallit - Actor: Løitnant Hamar

1903
- 10 de diciembre de 1903: Damen fra Ostende - Actor: Boris Mensky
- 19 de noviembre de 1903: Det store Lod - Actor: Wanke, forfatter
- 20 de agosto de 1903: Paul Lange og Tora Parsberg - Actor: Biskopen
- 25 de mayo de 1903: Trubaduren - Actor: Greven af Luna
- 13 de abril de 1903: Det Historiske Slot - Actor: Claude Barrois
- 20 de marzo de 1903: Keiser og Galilæer I - Actor: Kvestoren Leontes
- 4 de marzo de 1903: Den berømte Kone - Actor: Ulrich V. Traunstein
- 18 de febrero de 1903: Literatur - Actor: Clemens

1902
- 2 de diciembre de 1902: Røverne - Actor: Montedafiore, røverkaptein
- 12 de noviembre de 1902: Bibliothekaren - Actor: Lothair MacDonald, en nevø
- 25 de septiembre de 1902: Damernes Ven - Actor: Des Targettes
- 11 de septiembre de 1902: Kongen - Actor: Grev Platen
- 8 de junio de 1902: Lad os skilles - Actor: De Prunelles
- 21 de mayo de 1902: Storken - Actor: Amandus Bomann, fuldmægtig
- 5 de mayo de 1902: Lindelin - Actor: Major Rattibach
- 2 de abril de 1902: Under Loven - Actor: Hans Bording, musiker
- 27 de febrero de 1902: Peer Gynt - Actor: Trumpeterstråle

1901
- 10 de diciembre de 1901: Sigurd Jorsalfar - Actor: Skalden Haldor
- 9 de mayo de 1901: Den Flyvende Hollænder - Actor: Styrmanden paa Dalands skib
- 24 de febrero de 1901: Bedstemors Gut - Actor: Peters ven
- 8 de enero de 1901: Tante Ulrikke - Actor: Advokat Strøm

1900
- 7 de noviembre de 1900: Taarernes Magt - Actor: Mr. George Gunning, 36 aar
- 7 de mayo de 1900: Carmen - Actor: Escamillo, toreador-sanger
- 20 de febrero de 1900: Moderate Løier - Actor: Søren Vang, maler
- 18 de enero de 1900: Geografi og Kjærlighed - Actor: Henning

1899
- 10 de diciembre de 1899: Vore Koner - Actor: Felix Stein
- 23 de noviembre de 1899: Over Ævne II - Actor: Blom
- 26 de septiembre de 1899: Harald Svans Mor - Actor: Lorentz, maler
- 3 de septiembre de 1899: Sigurd Jorsalfar - Actor: Skalden Haldor
- 2 de septiembre de 1899: En Folkefiende - Actor: Billing